# Jürgen Seidelmann
Jürgen Seidelmann (* 23. August 1955 in Mannheim) ist ein deutscher Sportschütze.
Von 1993 bis 1996 war er als Landestrainer von Baden-Württemberg im Bereich der Großkaliberschützen tätig, bei denen er auch als aktiver Schütze tätig war.
Von 1992 bis 1996 erzielte er bei Deutschen Meisterschaften insgesamt acht erste Plätze, darunter in den Königsdisziplinen Sportpistole Kaliber.45 ACP, Sportrevolver Kaliber.44 Magnum und .454 Casull sowie der Selbstladesportflinte Kaliber 12/76.
1998 zog er sich vom aktiven Sport zurück.
| Personendaten    | Personendaten          |
| ---------------- | ---------------------- |
| NAME             | Seidelmann, Jürgen     |
| KURZBESCHREIBUNG | deutscher Sportschütze |
| GEBURTSDATUM     | 23. August 1955        |
| GEBURTSORT       | Mannheim               |